# غرق شدن کشتی مهاجران لامپدوسا (۲۰۱۳)

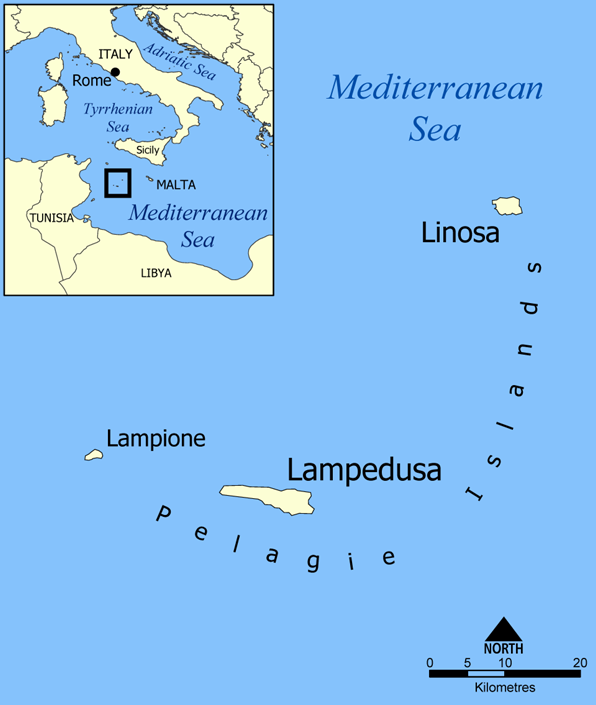
موقعیت جزیره لامپدوسا

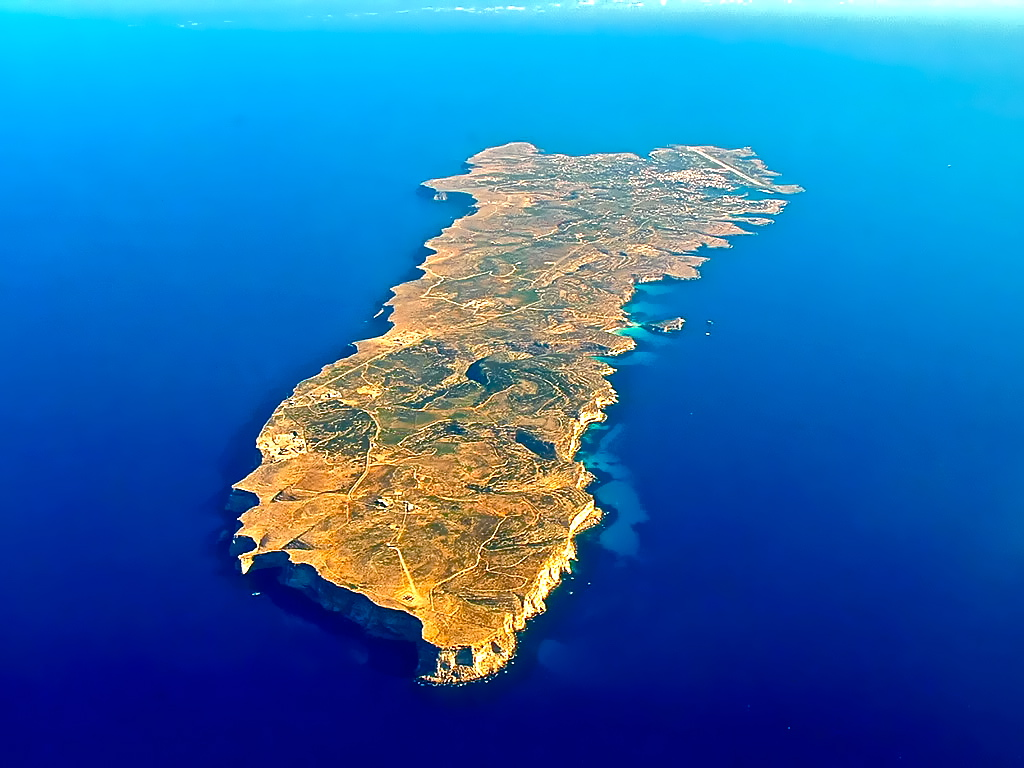
نقشه هوایی لامپدوسا، واقع در شمال تصویر و در قسمت چپ عکس

غرق شدن کشتی مهاجران لامپدوسا (انگلیسی: 2013 Lampedusa migrant shipwreck) در ۳ اکتبر ۲۰۱۳ بوقوع پیوست. در این حادثه قایق مهاجرانی که از لیبی به ایتالیا می‌رفت، درجزیره ایتالیایی لامپدوسا در شهر سیسیل غرق شد.

## تلفات
بر اساس گزارش‌ها، مبدأ قایق از مصراته، لیبی بوده است، هرچند بسیاری از مهاجران در اصل اهل اریتره، سومالی و غنا بودند. البته واکنش سریع گارد ساحلی ایتالیا، باعث نجات ۱۵۵تن از بازماندگان این فاجعه شد.
در برآورد اولیه حداقل ۳۵۰ نفر از سرنشینان قایق مفقود اعلام شدند؛ و پس از بررسی نهایی آمار تلفات تأیید شده که در کشتی دچار حریق شده یا در آب غرق شدند به ۳۶۰ نفر رسید. در ۱۲ اکتبر در گزارش نهایی تعداد تلفات تأیید شده بیش از ۳۶۰ نفر اعلام شد.

## شرح واقعه ۳ اکتبر

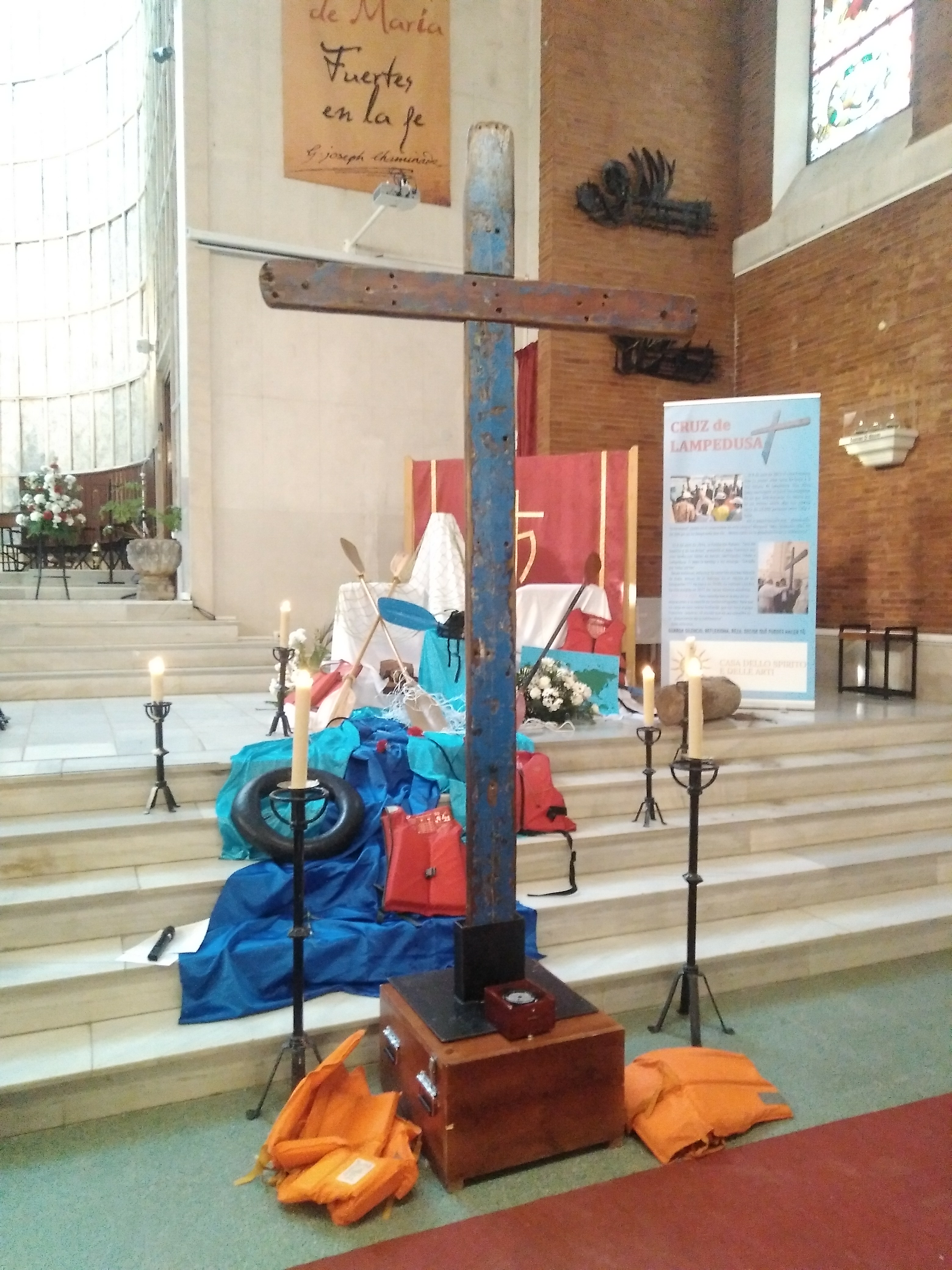
صلیب لامپدوزا

در گزارش اولیه آمار سرنشینان قایق ماهیگیری بر روی عرشه ۵۰۰ نفر اعلام شد، این درحالی بود که قایق در یک کیلومتری جزیره لامپدوسا قرار داشت. سرنشینان قایق که تلاش داشتند برای استمداد به کشتی‌های اطراف علامت دهند، یک پتو را در عرشه کشتی به آتش کشیدند، گسترش حریق به مخازن بنزین باعث آتش گرفتن قایق و غرق‌شدن آن شد. سرنشینان قایق برای دوری جستن از آتش یا به سمت دیگر قایق رفتند یا به داخل آب پریدند که منجر به غرق‌شدن عمده مهاجران گردید.

## تعقیب قانونی
در تاریخ ۸ نوامبر گزارش شد که مهاجران قبل از ترک لیبی هر کدام ۳۰۰۰ دلار به گروه قاچاقچیان لیبیایی، سومالیایی و سودانی پرداخته بودند. دراین گزارش آمده است زنانی که قادر به پرداخت پول نبودند مورد تجاوز قرار گرفتند و مردانی که شورش کرده بودند در قایق شکنجه شدند. خدمه متهم به ارتکاب این جنایت متواری هستند و ۳ نفر دستگیرشده‌اند، خالد بن سلام ناخدای تونسی قایق که در آوریل ۲۰۱۳ از ایتالیا اخراج شده بود، مظنون به غرق کردن قایق است و احتمالاً به جرم قتل عمد محاکمه می‌شود. همچنین دو قاچاقچی دیگر محمد علمی محی الدین اهل سومالی و آتو عبدالمومنم فلسطینی با اتهاماتی از جمله قاچاق انسان، آدم‌ربایی، تجاوز جنسی و اقدامات جنایی با هدف حمایت از مهاجرت غیرقانونی تحت پیگرد قانونی هستند.

## واکنش‌ها
پاپ فرانسیس رهبر کاتولیکهای جهان در توییت خود برای قربانیان غرق‌شده در کشتی لامپدوسا دعا کرد
انریکو لتا نخست‌وزیر ایتالیا در توئیتی این فاجعه را یک تراژدی بزرگ خواند. آنتونیو گوترش دبیرکل کمیساریای عالی پناهندگان از گارد ساحلی ایتالیا برای واکنش سریع آنها برای نجات بازماندگان فاجعه قدردانی کرد. آنجلینو آلفانو معاون نخست‌وزیر ایتالیا اعلام کرد که این حادثه نیاز به کمک ویژه اروپا برای رسیدگی به هجوم مستمر آوارگان دارد؛ و این فاجعه را یک تراژدی خواند و این روز غم‌انگیز ۳ اکتبر را روز ملی تعطیل در ایتالیا اعلام کرد. خوزه مانوئل باروسو رئیس کمیسیون اروپا و لتا نخست‌وزیر ایتالیا از لامپدوسا بازدید کردند. باروسو گفت که ۳۰ میلیون یورو را برای کمک به پناهندگان در ایتالیا اختصاص خواهد داد.
دولت ایتالیا موضعگیری کرد نمی‌خواهد مدیترانه به دریای مردگان تبدیل شود، لذا تأمین هزینه‌های اصلی یک طرح عملیات نجات دریایی موسوم به «دریای ما» را برعهده گرفت. این عملیات طی یک سال سبب نجات جان ۱۵۰۰۰۰ نفر شد اما ۱۱۴ میلیون یورو تنها برای کشور ایتالیا هزینه داشت.

## کشتی غرق شده در ۱۱ اکتبر
دومین کشتی غرق شده در ۱۱ اکتبر، در ۱۲۰ کیلومتری (۷۵ مایلی) لامپدوسا در داخل آبهای سرزمینی مالت رخ داد. گزارش‌های روز بعد حاکی از مرگ ۳۴ نفر بود. گزارش‌های تأیید نشده اولیه مبنی بر پیدا کردن ۵۰ جسد اغراق‌آمیز به نظر می‌رسد. این قایق حامل بیش از ۲۰۰ مهاجر از سوریه و فلسطین بود و زمانی که سرنشینان در تلاش برای جلب توجه یک هواپیمایی که از بالای سرشان عبور می‌کرد با حرکت به سمت یک طرف کشتی باعث واژگون شدن کشتی شدند. عملیات نجات توسط مقامات مالتی و با کمک برخی از کشتی‌های ایتالیایی که پس از غرق شدن کشتی در ۳ اکتبر در لامپدوسا به کمک آمده بودند هماهنگ شد. حدود ۱۴۷ نفر بازمانده به مالت و ۵۶ نفر دیگر به ایتالیا منتقل شدند. به گفته برخی از مهاجران سوری، این قایق توسط شبه‌نظامیان لیبیایی در جریان اختلاف باندهای قاچاق آتش گرفته است.
پس از دومین حادثه غرق کشتی، جوزف موسکات، نخست‌وزیر مالت، از عدم اقدام سایر کشورهای اروپایی در مورد مشکل مهاجرت از طریق دریا گلایه کرد و گفت: «همان‌طور که حوادث رخ می‌دهند، در حال ساختن یک قبرستان در دریای مدیترانه خود هستیم. بان کی مون، دبیرکل سازمان ملل متحد، از جامعه جهانی خواست تا برای جلوگیری از چنین فجایعی در آینده، از جمله اقداماتی که به علت‌های ریشه‌ای آنها می‌پردازد از جمله در صدر خواسته‌ها در زمینه آسیب‌پذیری و حقوق بشر مهاجران اقدامی انجام دهند.»
در ۸ نوامبر، پلیس ایتالیا یک مرد فلسطینی ۴۷ ساله به نام عطر عبدالمومنم را به اتهام اینکه در میان قاچاقچیانی بود و این سفر را سازماندهی کرده بود، دستگیر کرد.
دو افسر ایتالیایی متهم به قتل‌های متعدد در تأخیر و نجات قایق دخیل هستند. محاکمه آنها قرار شد در ۳ دسامبر ۲۰۱۹ برگزار شود.